# Троицкая церковь (Каргополь)
Тро́ицкая це́рковь — православная церковь в северной части города Каргополь Архангельской области.

## История
Церковь двухэтажная. Первоначально она была традиционно пятиглавой. После пожара 1878 года её верх перестроен.
В церкви имелась икона местного святого: храмовый образ прп. Александра Ошевенского.
В конце 1980-х годов церковь передана в состав Каргопольского историко-архитектурного и художественного музея-заповедника.

## Архитектура и убранство
Выстроена в стиле раннего провинциального классицизма, с элементами барокко.
Основное помещение храма представляет собой массивный куб (четверик) с тремя ярусами окон, верхние из которых — восьмигранные (как и в церкви Иоанна Предтечи). При реконструкции храма после пожара 1878 года четверик был перекрыт огромным куполом в византийском стиле, барабан которого прорезан 16 окнами.